# Lotouš
Lotouš je vesnice, část města Slaný v okrese Kladno ve Středočeském kraji. K vesnici patří samoty Písek a Libuš.

## Historie
Území v okolí vesnice bylo osídleno již v pravěku. Při archeologickém průzkumu byly nalezeny hroby a předměty únětické kultury.
První písemná zmínka o vesnici pochází z roku 1227. Nachází se v listině svaté Anežky, podle které vesnice se dvěma zdejšími dvory náležela ke klášteru svatého Jiří v Praze.
V roce 1273 byla vesnice v majetku Strahovského kláštera, potom v držení nižší šlechty. V 16. století se stala majetkem města Slaný. Po bitvě na Bílé hoře byl slánský majetek zkonfiskován a připadl rodu Martiniců včetně Lotouše.
V okolí se těžilo uhlí v bývalých šachtách Libuš a Arnošt, které patřily k revíru Bayerů v Libovici.

## Obyvatelstvo
| Rok            | 1869 | 1880 | 1890 | 1900 | 1910 | 1921 | 1930 | 1950 | 1961 | 1970 | 1980 | 1991 | 2001 | 2011 | 2021 |
| -------------- | ---- | ---- | ---- | ---- | ---- | ---- | ---- | ---- | ---- | ---- | ---- | ---- | ---- | ---- | ---- |
| Počet obyvatel | 174  | 150  | 156  | 165  | 167  | 162  | 174  | 92   | 107  | 97   | 84   | 51   | 41   | 46   | 61   |
| Počet domů     | 17   | 20   | 20   | 20   | 22   | 23   | 27   | 28   | 27   | 25   | 28   | 28   | 28   | 30   | 33   |

## Obecní správa
Při sčítání lidu v letech 1850–1879 Lotouš byla osadou obce Trpoměchy v okrese Slaný. V letech 1880–1979 byla samostatnou obcí, se kterým patřila nejprve do okresu Slaný, ale od roku 1960 v okrese Kladno. Od 1. ledna 1980 je částí města Slaný v okrese Kladno.

## Pamětihodnosti
- Usedlost čp. 28
- Kaple se zvoničkou
- Lípa v Lotouši, památný strom

## Osobnosti
Na samotě Písek se narodil Eduard Novotný (1833–1876), český jazykovědec a průkopník těsnopisu.

## Galerie

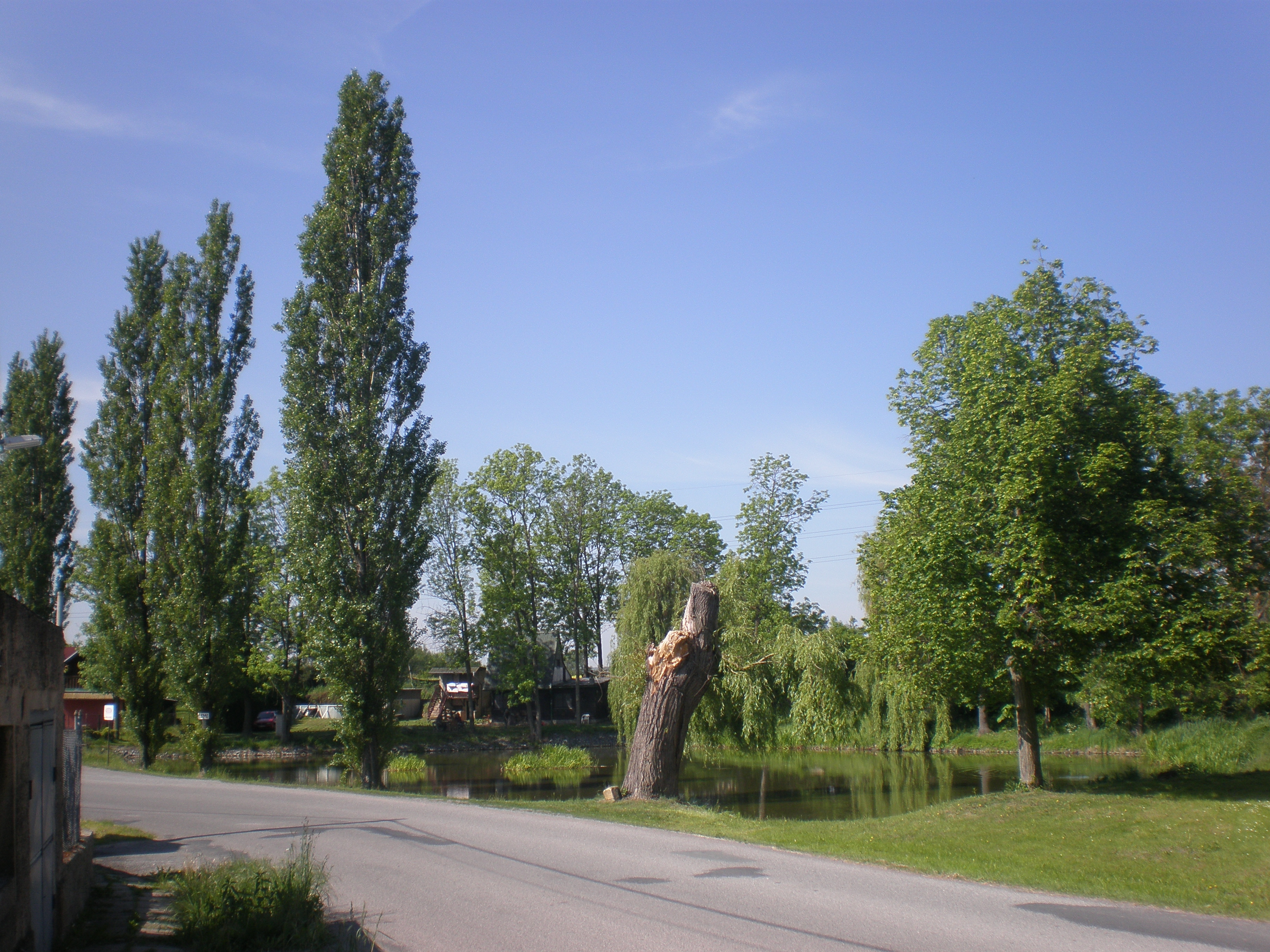
Rybník na návsi
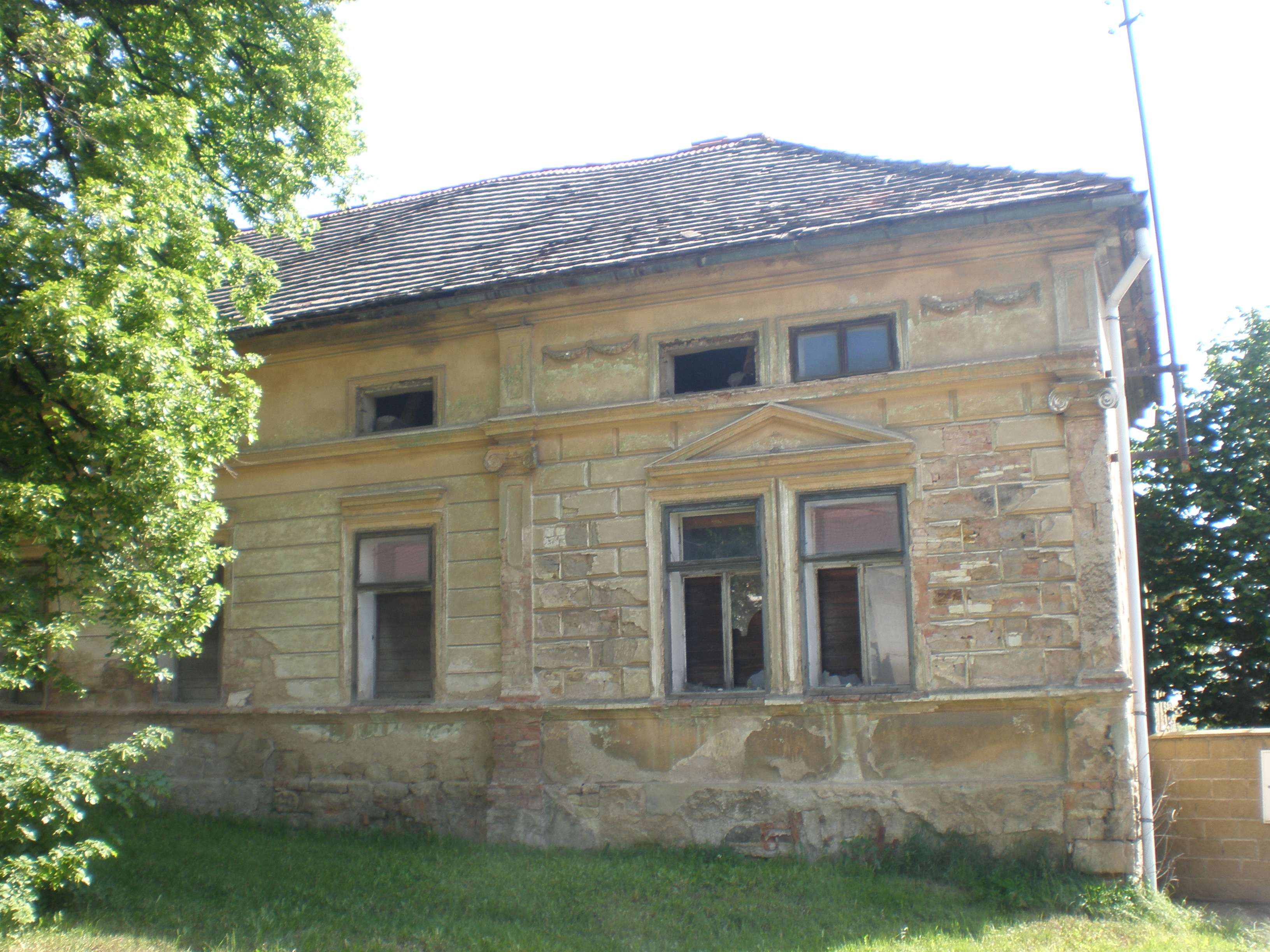
Starý selský dům na návsi
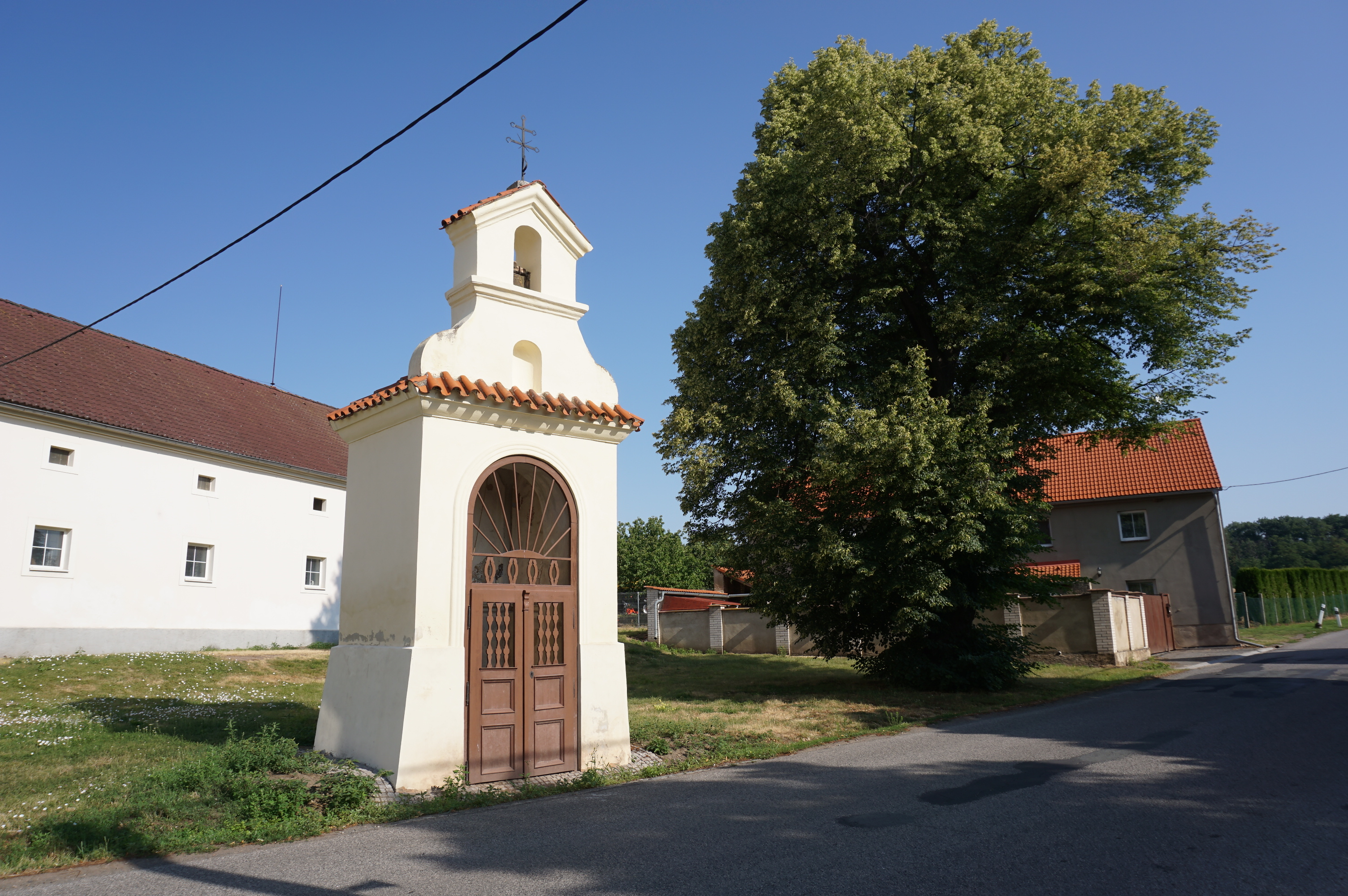
Kaplička v Lotouši
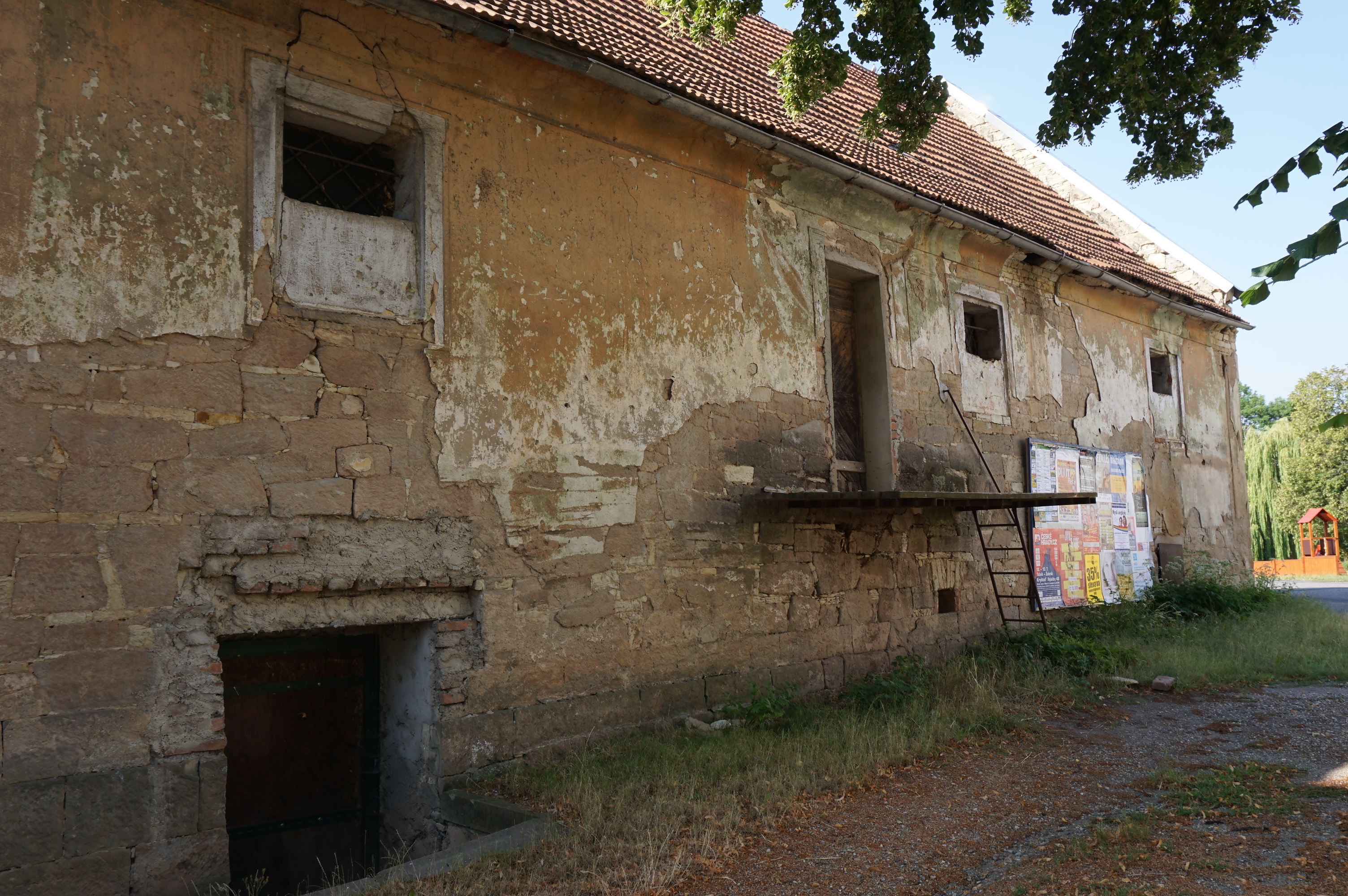
Památkově chráněná sýpka u čp. 28